# Austrorioxa acidiomorpha
Austrorioxa acidiomorpha är en tvåvingeart som först beskrevs av Friedrich Georg Hendel 1928.  Austrorioxa acidiomorpha ingår i släktet Austrorioxa och familjen borrflugor. Inga underarter finns listade.